# Scialambod
Scialambod (in somalo Shalaambood), già Vittorio d'Africa durante il periodo coloniale italiano, è un villaggio della regione di Basso Scebeli nella Somalia centromeridionale.